# Miletus diotrophes
Miletus diotrophes är en fjärilsart som beskrevs av Hans Fruhstorfer 1913. Miletus diotrophes ingår i släktet Miletus och familjen juvelvingar. Inga underarter finns listade i Catalogue of Life.